# Rodolphe Gilbert
Rodolphe Gilbert (Brou-sur-Chantereine, 12 dicembre 1968) è un ex tennista francese.

## Carriera
Ottenne il suo best ranking in singolare il 21 settembre 1992 con la 61ª posizione mentre nel doppio divenne l'8 gennaio 1996, il 50º del ranking ATP.
In carriera, in singolare ottenne la vittoria finale in cinque tornei del circuito Challenger e tre del circuito Futures. Da ricordare soprattutto la vittoria in tre set sul tedesco Boris Becker che gli permise di raggiungere il terzo turno dell'Open di Francia 1993.
In doppio vinse due tornei del circuito ATP: a Guarujá nel 1991 in coppia con il connazionale Olivier Delaître e nel 1995 a Johannesburg in coppia con Guillaume Raoux. In altre due occasioni raggiunse la finale uscendone però sconfitto.
È stato convocato una sola volta nella squadra francese di Coppa Davis nel 1993; in quell'occasione fu chiamato sul 2-2 e, quindi, nel match decisivo contro l'India, a sostituire Henri Leconte nell'incontro con Ramesh Krishnan. Fu sconfitto in cinque set con il punteggio di 6-2, 4-6, 6-4, 5-7, 4-6.

## Statistiche

### Singolare

#### Vittorie (0)
| Legenda tornei minori |
| Challenger (5)        |
| Futures (3)           |

| Numero | Data              | Torneo                                                  | Superficie  | Avversario in finale   | Punteggio     |
| 1.     | 3 settembre 1990  | Hossegor Challenger, Soorts-Hossegor                    | Terra rossa | Ronald Agénor          | 6-4, 6-4      |
| 2.     | 8 luglio 1991     | Neu Ulm Challenger, Nuova Ulma                          | Terra rossa | Tomas Nydahl           | 6-2, 6-4      |
| 3.     | 6 settembre 1993  | Azores Challenger, Azzorre                              | Cemento     | Jeff Tarango           | 6-1, 5-7, 6-4 |
| 4.     | 8 agosto 1994     | Open Castilla y León, Segovia                           | Cemento     | Markus Zoecke          | 6-2, 6-4      |
| 5.     | 7 agosto 1995     | Open Castilla y León, Segovia                           | Cemento     | Emilio Sánchez         | 7-6, 7-6      |
| 1.     | 21 settembre 1998 | Ville de Plaisir & trophée BNP Paribas, Plaisir         | Cemento (i) | Daniele Bracciali      | 6-3, 6-1      |
| 2.     | 28 settembre 1998 | Futures Nevers Nièvre, Nevers                           | Cemento (i) | Jean-François Bachelot | 2-6, 7-6, 6-3 |
| 3.     | 6 settembre 1999  | France Bagnères-de-Bigorre Futures, Bagnères-de-Bigorre | Cemento (i) | Lionel Roux            | 6-4, 6-1      |

### Doppio

#### Vittorie (2)
| Legenda                                                      |
| Grande Slam (0)                                              |
| ATP Tour World Championships / Tennis Masters Cup (0)        |
| ATP Super 9 / Tennis Masters Series (0)                      |
| ATP Championships Series / ATP International Series Gold (0) |
| ATP World Series / ATP International Series (2)              |

| Numero | Data            | Torneo                           | Superficie | Compagno         | Avversari in finale            | Punteggio     |
| 1.     | 4 febbraio 1991 | Chevrolet Classic, Guarujá       | Cemento    | Olivier Delaître | Shelby Cannon Greg Van Emburgh | 6-2, 6-4      |
| 2.     | 3 aprile 1995   | South African Open, Johannesburg | Cemento    | Guillaume Raoux  | Martin Sinner Joost Winnink    | 6-4, 3-6, 6-3 |

| Legenda tornei minori |
| Challenger (3)        |
| Futures (0)           |

| Numero | Data              | Torneo                        | Superficie | Compagno        | Avversari in finale         | Punteggio     |
| 1.     | 17 settembre 1990 | Dijon Challenger, Digione     | Sintetico  | Mansour Bahrami | Jan Apell Peter Nyborg      | 7-5, 6-2      |
| 2.     | 8 agosto 1994     | Open Castilla y León, Segovia | Cemento    | Stéphane Simian | Sergio Casal Emilio Sánchez | 6-4, 3-6, 7-6 |
| 3.     | 7 agosto 1995     | Open Castilla y León, Segovia | Cemento    | Guillaume Raoux | Sergio Casal Emilio Sánchez | 6-4, 6-3      |

#### Finali perse (2)
| Numero | Data             | Torneo                        | Superficie    | Compagno               | Avversari in finale               | Punteggio |
| 1.     | 6 febbraio 1995  | Open 13, Marsiglia            | Sintetico (i) | Jean-Philippe Fleurian | David Adams Andrej Ol'chovskij    | 1-6, 4-6  |
| 1.     | 9 settembre 1996 | Bournemouth Open, Bournemouth | Terra rossa   | Nuno Marques           | Marc-Kevin Goellner Greg Rusedski | 3-6, 6-7  |